# 2017. januári ázázi robbantás
A 2017. januári ázázi robbantásra 2017. január 7-én került sor, mikor a felkelők kezén lévő szíriai Ázázban egy bírósági épület előtt, egy piac közelében egy autóbomba robbant fel. A robbanásnak 60 áldozata és 50 sebesültje volt. Az áldozatok többsége a polgári lakosok közül került ki. A támadásért az Iszlám Államot okolják, és a merénylet elkövetésével is közvetlenül őket vádolják.